# Cúp AFC 2014
AFC Cup 2014 là phiên bản thứ 11 của AFC Cup, được tổ chức bởi Liên đoàn bóng đá châu Á (AFC) cho các câu lạc bộ đến từ các hiệp hội của các quốc gia "đang phát triển" ở châu Á. Al-Kuwait là nhà vô địch hai năm liên tiếp, nhưng thất bại trong việc bảo vệ chức vô địch khi thua Persipura Jayapura ở tứ kết.
Ở trận chung kết, Al-Qadsia của Kuwait đánh bại Erbil của Iraq với tỉ số 4–2 trên loạt sút luân lưu sau khi hoà 0–0, để giành danh hiệu Cúp AFC lần đầu tiên sau khi thua trận chung kết năm trước đó.

## Phân bổ đội của các hiệp hội
AFC đưa ra quy trình quyết định các hiệp hội tham gia và phân bổ các vị trí, với quyết định cuối cùng được AFC đưa ra vào ngày 26 tháng 11 năm 2013. Những thay đổi sau đây trong danh sách các hiệp hội tham gia có thể được thực hiện từ AFC Cup 2013 nếu AFC chấp thuận các ứng dụng sau đây được thực hiện bởi bất kỳ hiệp hội nào:
- Một hiệp hội ban đầu tham dự AFC Cup có thể được tham dự AFC Champions League 2014. Một hiệp hội có thể tham gia cả AFC Champions League và AFC Cup nếu hiệp hội đó chỉ đáp ứng một phần tiêu chí của AFC Champions League.
- Một hiệp hội ban đầu tham dự AFC President's Cup có thể được tham dự AFC Cup 2014.

Những thay đổi sau đây trong các hiệp hội tham dự đã được thực hiện so với năm trước:
- Kyrgyzstan và Palestine được thăng hạng từ AFC President's Cup lên AFC Cup bắt đầu từ năm 2014.[4]

Mỗi hiệp hội được phân bổ hai suất vào vòng bảng hoặc một suất vào vòng loại, dựa trên Bảng xếp hạng kỹ thuật của AFC và số hiệp hội ở mỗi khu vực.
| Evaluation for 2014 AFC Cup | Evaluation for 2014 AFC Cup               |
| --------------------------- | ----------------------------------------- |
|                             | Ranked top 23, allocated two direct slots |
|                             | Ranked 24–34, allocated two direct slots  |
|                             | Ranked 24–34, allocated one play-off slot |

| Xếp hạng | Hiệp hội thành viên | Suất dự   | Suất dự   |
| Xếp hạng | Hiệp hội thành viên | Vòng bảng | Vòng loại |
| -------- | ------------------- | --------- | --------- |
| 10       | Jordan              | 2         | 0         |
| 11       | Kuwait              | 2         | 0         |
| 13       | Iraq                | 2         | 0         |
| 14       | Syria               | 2         | 0         |
| 15       | Oman                | 2         | 0         |
| 16       | Bahrain             | 2         | 0         |
| 18       | Li Băng             | 2         | 0         |
| 26       | Tajikistan          | 0         | 1         |
| 31       | Palestine           | 0         | 1         |
| 32       | Kyrgyzstan          | 0         | 1         |
| 33       | Yemen               | 0         | 1         |
| Tổng     | Tổng                | 14        | 4         |

| Xếp hạng | Hiệp hội thành viên | Suất dự   | Suất dự   |
| Xếp hạng | Hiệp hội thành viên | Vòng bảng | Vòng loại |
| -------- | ------------------- | --------- | --------- |
| 17       | Việt Nam            | 2         | 0         |
| 19       | Hồng Kông           | 2         | 0         |
| 20       | Indonesia           | 2         | 0         |
| 21       | Singapore           | 2         | 0         |
| 22       | Malaysia            | 2         | 0         |
| 23       | Ấn Độ               | 2         | 0         |
| 25       | Maldives            | 2         | 0         |
| 27       | Myanmar             | 2         | 0         |
| Tổng     | Tổng                | 16        | 0         |

## Các đội tham dự
Chú thích:
- TH: Đương kim vô địch
- RU: Đương kim á quân
- 1st, 2nd, 3rd,...: Vị trí tại giải quốc nội
- CW: Đội vô địch cúp quốc gia
- PW: Đội thắng play-off dự AFC Cup cuối mùa
- ACL Q1: Đội thua vòng loại thứ nhất AFC Champions League
- ACL Q2: Đội thua vòng loại thứ hai AFC Champions League
- ACL Q3: Đội thua vòng loại thứ ba AFC Champions League

| Tây Á                        | Tây Á                               | Tây Á                        | Tây Á                         |
| ---------------------------- | ----------------------------------- | ---------------------------- | ----------------------------- |
| Al-KuwaitTH (1st, ACL Q3)    | Al-Shorta (1st, ACL Q1)             | Safa (1st, CW)               | Al-Jaish (1st)                |
| Al-QadsiaRU (CW, ACL Q3)     | Erbil (2nd)                         | Al-Nejmeh (2nd)              | Al-Wahda (CW)                 |
| Al-Hidd (3rd, ACL Q2)        | Shabab Al-Ordon (1st, ACL Q1)       | Al-Suwaiq (1st, CW, ACL Q1)  |                               |
| Riffa (4th)                  | That Ras (CW)                       | Fanja (2nd)                  |                               |
| Đông Á                       |                                     |                              |                               |
| Nam Hoa (1st, ACL Q2)        | Persipura Jayapura (1st) [Note IDN] | New Radiant (1st, CW)        | Tampines Rovers (1st, ACL Q1) |
| Kiệt Chí (PW)                | Arema Cronus (2nd) [Note IDN]       | Maziya (2nd)                 | Home United (CW)              |
| Churchill Brothers (1st)     | Selangor (2nd) [Note MAS]           | Yangon United (1st)          | Hà Nội T&T (1st, ACL Q2)      |
| Pune (2nd, ACLQ1) [Note IND] | Kelantan (CW)                       | Nay Pyi Taw (2nd) [Note MYA] | Vissai Ninh Bình (CW)         |

| Tây Á          | Tây Á                     | Tây Á               | Tây Á                    |
| -------------- | ------------------------- | ------------------- | ------------------------ |
| Alay Osh (1st) | Shabab Al-Dhahiriya (1st) | Ravshan Kulob (1st) | Al-Yarmuk Al-Rawda (1st) |

Chú thích
1. ^ Ấn Độ (IND): Vì hạn chót nộp danh sách câu lạc bộ diễn ra trước khi Indian Federation Cup kết thúc, đội á quân giải quốc nội đã được chọn để đại diện cho Ấn Đọ tham dự AFC Cup.[6]
2. ^ a b Indonesia (IDN): Persipura Jayapura và Arema Cronus, đội vô địch và á quân Indonesia Super League 2013, được chọn để đại diện cho Indonesia tham dự AFC Cup.[7]
3. ^ Malaysia (MAS): Khi LionsXII, một đội được quản lý bởi Liên đoàn bóng đá Singapore và do đó không đủ điều kiện để đại diện cho Malaysia ở giải đấu châu lục, vô địch Malaysia Super League 2013, á quân giải đấu đã được chọn để đại diện Malaysia tham dự AFC Cup.[8]
4. ^ Myanmar (MYA): Vì MFF Cup đã phải bị hủy để chuẩn bị cho Đại hội thể thao Đông Nam Á 2013, á quân giải đấu đã được chọn để đại diện cho Myanmar tham dự AFC Cup.

## Vòng loại
Các trận đấu vòng loại được xác định bởi AFC. Các trận đấu chơi theo thể thức một lượt. Hiệp phụ và loạt sút luân lưu được sử dụng nếu cần thiết. Đội thắng các cặp đấu lọt vào vòng bảng cùng với 30 đội được vào thẳng.
| Đội 1               | Tỉ số                | Đội 2              |
| ------------------- | -------------------- | ------------------ |
| Ravshan Kulob       | 2–1                  | Al-Yarmuk Al-Rawda |
| Shabab Al-Dhahiriya | 1–1 (s.h.p.) (7–8 p) | Alay Osh           |

## Vòng bảng
Các trận đấu vòng bảng diễn ra vào ngày 25–26 tháng 2, 11–12 tháng 3 năm 18–19 tháng 3, 1–2 tháng 4, 8–9 tháng 4, và 22–23 tháng 4 năm 2014.

### Bảng A
| Đội           | ST | T | H | B | BT | BB | HS  | Đ  |  | SAF | THR | SUW | RAV |
| ------------- | -- | - | - | - | -- | -- | --- | -- |  | --- | --- | --- | --- |
| Safa          | 6  | 5 | 1 | 0 | 13 | 1  | +12 | 16 |  |     | 1–0 | 1–0 | 8–0 |
| That Ras      | 6  | 3 | 2 | 1 | 9  | 4  | +5  | 11 |  | 0–0 |     | 1–0 | 5–1 |
| Al-Suwaiq     | 6  | 2 | 1 | 3 | 8  | 4  | +4  | 7  |  | 0–1 | 0–0 |     | 3–1 |
| Ravshan Kulob | 6  | 0 | 0 | 6 | 5  | 26 | −21 | 0  |  | 1–2 | 2–3 | 0–5 |     |

### Bảng B
| Đội       | ST | T | H | B | BT | BB | HS | Đ  |  | KUW | NEJ | FAN | JAI |
| --------- | -- | - | - | - | -- | -- | -- | -- |  | --- | --- | --- | --- |
| Al-Kuwait | 6  | 4 | 1 | 1 | 12 | 4  | +8 | 13 |  |     | 2–1 | 4–0 | 2–0 |
| Al-Nejmeh | 6  | 2 | 3 | 1 | 4  | 3  | +1 | 9  |  | 1–1 |     | 1–0 | 0–0 |
| Fanja     | 6  | 1 | 3 | 2 | 2  | 6  | −4 | 6  |  | 2–1 | 0–0 |     | 0–0 |
| Al-Jaish  | 6  | 0 | 3 | 3 | 0  | 5  | −5 | 3  |  | 0–2 | 0–1 | 0–0 |     |

Chú thích
1. ^ a b c Các đội bóng Syria không được chơi các trận sân nhà trong nước vì lí do an ninh.

### Bảng C
| Đội       | ST | T | H | B | BT | BB | HS | Đ  |  | QAD | HID | SHO | WAH |
| --------- | -- | - | - | - | -- | -- | -- | -- |  | --- | --- | --- | --- |
| Al-Qadsia | 6  | 3 | 2 | 1 | 11 | 5  | +6 | 11 |  |     | 2–0 | 3–0 | 1–1 |
| Al-Hidd   | 6  | 3 | 2 | 1 | 10 | 6  | +4 | 11 |  | 3–2 |     | 0–0 | 3–1 |
| Al-Shorta | 6  | 1 | 4 | 1 | 3  | 4  | −1 | 7  |  | 0–0 | 0–0 |     | 0–0 |
| Al-Wahda  | 6  | 0 | 2 | 4 | 5  | 14 | −9 | 2  |  | 1–3 | 1–4 | 1–3 |     |

1. 1 2  Bằng điểm đối đầu (3). Hiệu số bàn thắng đối đầu: Al-Qadsia +1, Al-Hidd -1.

Chú thích
1. ^ a b c Các đội bóng Iraq không được chơi các trận sân nhà trong nước vì lí do an ninh.
2. ^ a b c Các đội bóng Syria không được chơi các trận sân nhà trong nước vì lí do an ninh.

### Bảng D
| Đội             | ST | T | H | B | BT | BB | HS  | Đ  |  | ERB | RIF | ORD | ALA |
| --------------- | -- | - | - | - | -- | -- | --- | -- |  | --- | --- | --- | --- |
| Erbil           | 6  | 5 | 0 | 1 | 19 | 5  | +14 | 15 |  |     | 1–2 | 3–2 | 6–0 |
| Riffa           | 6  | 3 | 1 | 2 | 7  | 7  | 0   | 10 |  | 0–3 |     | 2–0 | 2–0 |
| Shabab Al-Ordon | 6  | 3 | 0 | 3 | 9  | 10 | −1  | 9  |  | 1–3 | 3–1 |     | 2–1 |
| Alay Osh        | 6  | 0 | 1 | 5 | 1  | 14 | −13 | 1  |  | 0–3 | 0–0 | 0–1 |     |

Chú thích
1. ^ a b c Các đội bóng Iraq không được chơi các trận sân nhà trong nước vì lí do an ninh.

### Bảng E
| Đội                | ST | T | H | B | BT | BB | HS  | Đ  |  | PSJ | CHB | HOM | NRA |
| ------------------ | -- | - | - | - | -- | -- | --- | -- |  | --- | --- | --- | --- |
| Persipura Jayapura | 6  | 3 | 2 | 1 | 9  | 4  | +5  | 11 |  |     | 2–0 | 0–2 | 3–0 |
| Churchill Brothers | 6  | 3 | 1 | 2 | 10 | 7  | +3  | 10 |  | 1–1 |     | 3–1 | 3–0 |
| Home United        | 6  | 3 | 1 | 2 | 8  | 6  | +2  | 10 |  | 1–1 | 2–1 |     | 2–0 |
| New Radiant        | 6  | 1 | 0 | 5 | 2  | 12 | −10 | 3  |  | 0–2 | 1–2 | 1–0 |     |

1. 1 2  Bằng điểm đối đầu (3). Hiệu số bàng thắng đối đầu: Churchill Brothers +1, Home United -1.

### Bảng F
| Đội          | ST | T | H | B | BT | BB | HS  | Đ  |  | HNT | ARE | SEL | MAZ |
| ------------ | -- | - | - | - | -- | -- | --- | -- |  | --- | --- | --- | --- |
| Hà Nội T&T   | 6  | 5 | 0 | 1 | 14 | 7  | +7  | 15 |  |     | 2–1 | 1–0 | 5–1 |
| Arema Cronus | 6  | 3 | 1 | 2 | 10 | 9  | +1  | 10 |  | 1–3 |     | 1–0 | 3–2 |
| Selangor     | 6  | 2 | 2 | 2 | 9  | 6  | +3  | 8  |  | 3–1 | 1–1 |     | 4–1 |
| Maziya       | 6  | 0 | 1 | 5 | 7  | 18 | −11 | 1  |  | 1–2 | 1–3 | 1–1 |     |

### Bảng G
| Đội              | ST | T | H | B | BT | BB | HS  | Đ  |  | VNB | YAN | SCA | KEL |
| ---------------- | -- | - | - | - | -- | -- | --- | -- |  | --- | --- | --- | --- |
| Vissai Ninh Bình | 6  | 5 | 1 | 0 | 18 | 7  | +11 | 16 |  |     | 3–2 | 1–1 | 4–0 |
| Yangon United    | 6  | 3 | 0 | 3 | 16 | 17 | −1  | 9  |  | 1–4 |     | 2–0 | 5–3 |
| Nam Hoa          | 6  | 2 | 1 | 3 | 11 | 11 | 0   | 7  |  | 1–3 | 5–3 |     | 4–0 |
| Kelantan         | 6  | 1 | 0 | 5 | 9  | 19 | −10 | 3  |  | 2–3 | 2–3 | 2–0 |     |

### Bảng H
| Đội             | ST | T | H | B | BT | BB | HS  | Đ  |  | KIT | NPT | TAM | PUN |
| --------------- | -- | - | - | - | -- | -- | --- | -- |  | --- | --- | --- | --- |
| Kiệt Chí        | 6  | 4 | 1 | 1 | 15 | 5  | +10 | 13 |  |     | 2–0 | 4–0 | 2–2 |
| Nay Pyi Taw     | 6  | 2 | 2 | 2 | 10 | 10 | 0   | 8  |  | 1–2 |     | 3–1 | 3–3 |
| Tampines Rovers | 6  | 2 | 0 | 4 | 9  | 16 | −7  | 6  |  | 0–5 | 0–1 |     | 3–1 |
| Pune            | 6  | 1 | 3 | 2 | 12 | 15 | −3  | 6  |  | 2–0 | 2–2 | 2–5 |     |

1. 1 2  Điểm đối đầu: Tampines Rovers 6, Pune 0.

## Vòng loại trực tiếp

### Vòng 16 đội
Ở vòng 16 đội, đội nhất bảng này đấu với đội nhì bảng khác, trận đấu được tổ chức trên san của đội nhất bảng.
| Đội 1              | Tỉ số                | Đội 2              |
| Tây Á              | Tây Á                | Tây Á              |
| ------------------ | -------------------- | ------------------ |
| Safa               | 0–1                  | Al-Hidd            |
| Al-Qadsia          | 4–0                  | That Ras           |
| Al-Kuwait          | 3–0                  | Riffa              |
| Erbil              | 0–0 (s.h.p.) (3–0 p) | Al-Nejmeh          |
| Đông Á             |                      |                    |
| Persipura Jayapura | 9–2                  | Yangon United      |
| Vissai Ninh Bình   | 4–2                  | Churchill Brothers |
| Hà Nội T&T         | 5–0                  | Nay Pyi Taw        |
| Kiệt Chí           | 2–0                  | Arema Cronus       |

### Tứ kết
Lễ bốc thăm vòng tứ kết diễn ra vào ngày 28 tháng 5 năm 2014. Các đội khác khu vực có thể được xếp  cặp đối đầu nhau, và các đội cùng hiệp hội không được xếp cặp đối đầu nhau.
| Đội 1            | TTS     | Đội 2              | Lượt đi | Lượt về |
| ---------------- | ------- | ------------------ | ------- | ------- |
| Hà Nội T&T       | 0–3     | Erbil              | 0–1     | 0–2     |
| Vissai Ninh Bình | 3–4     | Kiệt Chí           | 2–4     | 1–0     |
| Al-Qadsia        | 3–3 (a) | Al-Hidd            | 1–1     | 2–2     |
| Al-Kuwait        | 4–8     | Persipura Jayapura | 3–2     | 1–6     |

### Bán kết
| Đội 1     | TTS  | Đội 2              | Lượt đi | Lượt về |
| --------- | ---- | ------------------ | ------- | ------- |
| Erbil     | 3–2  | Kiệt Chí           | 1–1     | 2–1     |
| Al-Qadsia | 10–2 | Persipura Jayapura | 4–2     | 6–0     |

### Chung kết
Lễ bốc thăm xác định chủ nhà trận chung kết diễn ra sau lễ bốc thăm vòng tứ kết.

| Erbil                         | 0–0 (s.h.p.) | Al-Qadsia                                           |
| ----------------------------- | ------------ | --------------------------------------------------- |
|                               | Report       |                                                     |
| Loạt sút luân lưu             |              |                                                     |
| Radhi · Hawar · Barzan · Faez | 2–4          | Al-Mutawa · Said · Al Ansari · El Ebrahim · Subotić |

Chú thích
1. ^ Các đội bóng Iraq không được chơi các trận sân nhà trong nước vì lí do an ninh.

## Giải thưởng
| Giải thưởng                | Cầu thủ        | Câu lạc bộ |
| -------------------------- | -------------- | ---------- |
| Cầu thủ xuất sắc nhất giải | Saif Al Hashan | Al-Qadsia  |
| Vua phá lưới               | Juan Belencoso | Kiệt Chí   |

## Các cầu thủ ghi bàn hàng đầu
| Xếp hạng | Cầu thủ            | Câu lạc bộ         | MD1 | MD2 | MD3 | MD4 | MD5 | MD6 | R16 | QF1 | QF2 | SF1 | SF2 | 0F0 | Tổng |
| -------- | ------------------ | ------------------ | --- | --- | --- | --- | --- | --- | --- | --- | --- | --- | --- | --- | ---- |
| 1        | Juan Belencoso     | Kiệt Chí           | 1   | 1   | 2   | 1   | 3   |     |     | 2   |     | 1   |     |     | 11   |
| 2        | Omar Al Soma       | Al-Qadsia          |     | 1   | 1   | 1   | 3   |     | 1   |     |     |     |     |     | 7    |
| 2        | César              | Yangon United      |     | 2   | 1   | 1   | 1   | 1   | 1   |     |     |     |     |     | 7    |
| 2        | Paulo Rangel       | Selangor           | 1   |     |     | 3   |     | 3   |     |     |     |     |     |     | 7    |
| 5        | Kyaw Ko Ko         | Yangon United      | 3   |     |     | 1   | 1   |     | 1   |     |     |     |     |     | 6    |
| 5        | Nguyễn Văn Quyết   | Hà Nội T&T         | 3   | 1   | 1   |     | 1   |     |     |     |     |     |     |     | 6    |
| 5        | Boaz Solossa       | Persipura Jayapura | 1   |     |     | 2   | 1   |     |     |     | 1   | 1   |     |     | 6    |
| 8        | Saif Al Hashan     | Al-Qadsia          |     | 1   | 1   |     |     |     | 1   |     |     | 1   | 1   |     | 5    |
| 8        | Bader Al-Mutawa    | Al-Qadsia          |     |     |     |     |     |     | 1   | 1   |     | 1   | 2   |     | 5    |
| 8        | Đinh Văn Ta        | Vissai Ninh Bình   | 1   | 2   |     |     |     | 2   |     |     |     |     |     |     | 5    |
| 8        | Boakay Eddie Foday | Persipura Jayapura |     |     |     |     |     |     | 5   |     |     |     |     |     | 5    |
| 8        | Borja Rubiato      | Erbil              |     |     | 1   | 2   | 1   | 1   |     |     |     |     |     |     | 5    |

Ghi chú: Bàn thắng ghi được ở vòng loại không được tính.
Nguồn: